# Cesta I. triedy 51
Die Cesta I. triedy 51 (slowakisch für ‚Straße 1. Ordnung 51‘), kurz I/51, ist eine Straße 1. Ordnung in der Slowakei. Sie führt von der tschechischen Grenze bei Holíč durch Trnava, Nitra, Levice und Banská Štiavnica zum Ort Hronská Breznica bei Zvolen. Das Ende war bis 2009 in der Ortschaft Hontianske Nemce südlich von Banská Štiavnica; bisher war auch Teil zwischen Trnava und Nitra gemeinsamer Teil mit der R1. Durch das Weglassen des Teils zwischen Trnava und Nitra ist die Straße in zwei Teile geteilt (tschechische Grenze–Trnava und Nitra–Hronská Breznica).

## Verlauf

### Trnavský kraj

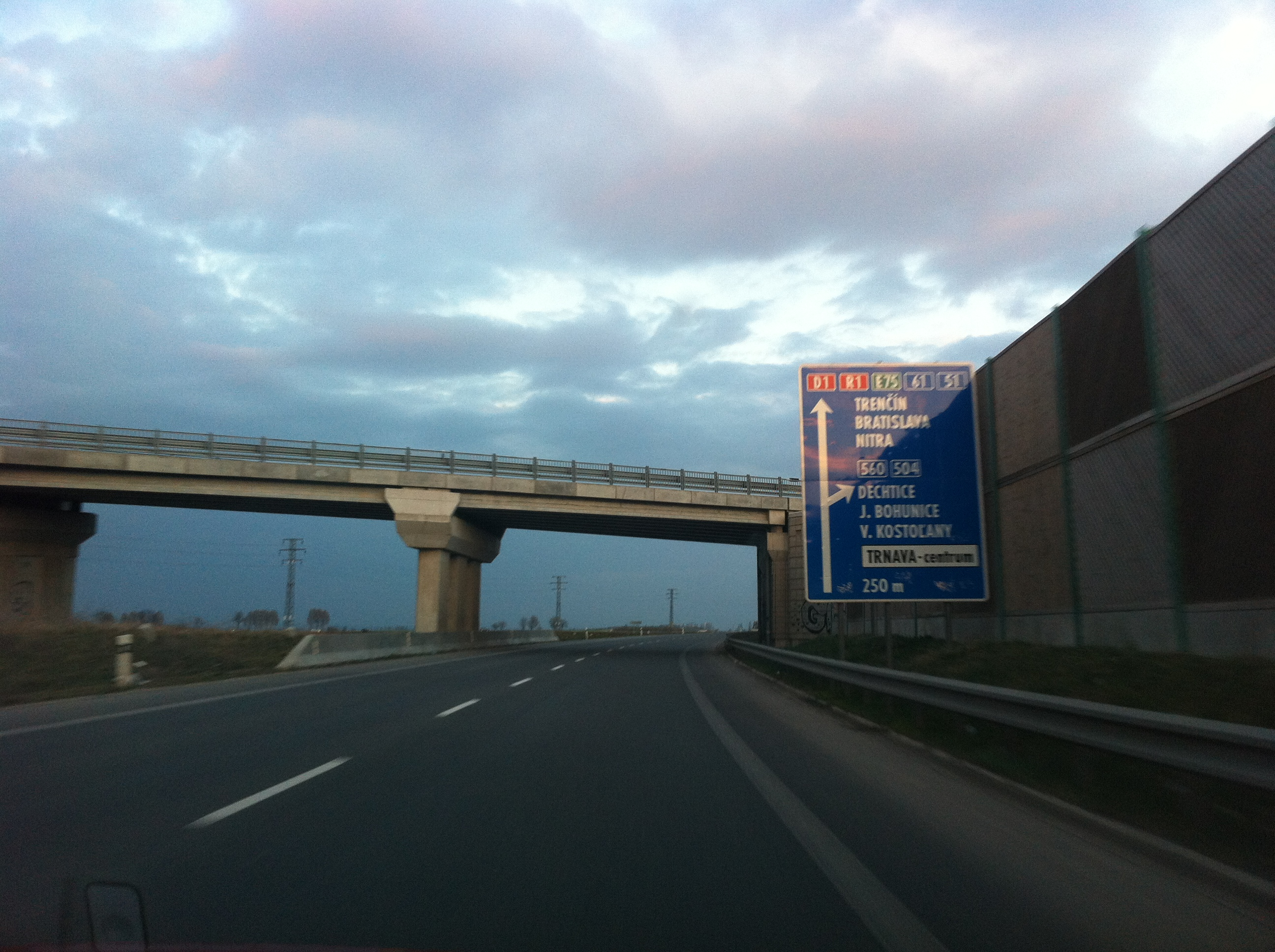
Die I/51 an der Ortsumgehung von Trnava

Die I/51 beginnt am ehemaligen Grenzübergang Holíč-Hodonín an der Grenze zu Tschechien und verläuft zunächst durch die Záhorie-Landschaft und deren Städten und Orte wie Holíč, Senica und Jablonica. Am Jablonica-Pass überquert die Straße das Gebirge Kleine Karpaten und tritt das große Donautiefland in seinem mehr hügeligen Teil an. Nach dem Durchqueren weiterer Ortschaften wie Trstín und Boleráz biegt die Straße östlich der Stadt Trnava ab, bevor sie hinter der Stadt zum ersten Mal an der Schnellstraße R1 endet.

### Nitriansky kraj
Am Kreisverkehr in Nitra-Zobor taucht die I/51 wieder auf und geht durch hügelige Donautiefland weiter. Zwischen Vráble und Kalná nad Hronom ist das große Kernkraftwerk Mochovce sichtbar. Beim zweitgenannten Ort überquert sie anderen großen slowakischen Fluss, die Hron und erreicht größere Stadt Levice. Etwa ab hier sind die Schemnitzer Berge sichtbar; sie verlässt den Nitriansky kraj, als sie ihnen berührt.

### Banskobystrický kraj
Bis 2009 endete die Straße im Ort Hontianske Nemce, wo sie in die Süd-Nord-Straße I/66 (Teil der Europastraße 77) mündete. Ab 2010, als die ehemalige Landesstraße II/525 in die I/51 eingegliedert wurde, verläuft die Straße parallel zum Fluss Štiavnička in den Schemnitzer Bergen, bevor sie die Ortschaft Svätý Anton und die alten Bergwerksstädte Banská Štiavnica und Banská Belá erreicht. Bei Hronská Breznica endet sie wieder an der R1.